# Pierre Branda
Pour l’article homonyme, voir Branda.
Pierre Branda, né le 8 décembre 1966 à Nice, est un historien français autodidacte. Il est spécialiste du Consulat et du Premier Empire.

## Biographie
Pierre Branda est titulaire d'une maîtrise en économie à l'université de Montpellier et d'un diplôme d'études approfondies à l'Institut d'administration des entreprises de Nice.
Co-gérant d'une petite société à responsabilité limitée de dépannage et réparation de matériel électronique et d'optique, d'horlogerie et bijouterie, et de commerce de gros d'ordinateurs, d'équipements informatiques périphériques et de logiciels depuis janvier 1989 à Nice, il rejoint ensuite la Fondation Napoléon en octobre 2009, en tant que responsable du patrimoine chargé des finances et de la collection d’objets appartenant à cette institution.
Historien du Premier Empire depuis 2005, Pierre Branda a notamment étudié le financement de la guerre et ses conséquences politiques ou diplomatiques. 
Il a publié une vingtaine d'ouvrages sur cette période, en tant que seul auteur ou en collaboration. Parmi ceux-ci : Napoléon et l’Europe : regards sur une politique, avec Thierry Lentz (Fayard, 2005) ; Le prix de la gloire : Napoléon et l'argent - ouvrage plusieurs fois primé - (Perrin, 2007) ; Napoléon et ses hommes : la Maison de l'Empereur, 1804-1815 (Fayard, 2011) ; 1812 : la campagne de Russie avec Thierry Lentz et Jacques Jourquin (Perrin, 2012) ; La guerre secrète de Napoléon (Perrin, 2014) ; Joséphine : le paradoxe du cygne (Perrin, 2016) ; La saga des Bonaparte, du XVIIIe siècle à nos jours (Perrin, 2018).
Il a codirigé avec Thierry Lentz l'édition du catalogue Napoléon : une vie, une légende, à l'occasion de l'exposition de trois cents objets napoléoniens organisée par la Réunion des musées nationaux et la Fondation Napoléon, au palais de l’Indépendance d’Astana au Kazakhstan (20 décembre 2013-9 mars 2014).
Pierre Branda a également dirigé le tome 13 (2017) et collaboré au 15e et dernier tome (2018) de la Correspondance générale de Napoléon, publiée en 15 volumes par Fayard et la Fondation Napoléon et qui recense plus de quarante mille lettres.

## Télévision
En tant que spécialiste de Napoléon Ier, il participe à l'émission Secrets d'Histoire qui lui est consacrée, intitulée Comment devient-on Napoléon ? , diffusée le 2 juin 2015 sur France 2.
En 2017, il participe également à l'émission Secrets d'Histoire consacrée à Caroline Bonaparte, intitulée Caroline, née Bonaparte, épouse Murat, diffusée le 27 juillet 2017 sur France 2.
En 2021, il participe à Toussaint Louverture, la liberté à tout prix, documentaire-fiction diffusé sur France 3 le 10 mai 2021 dans le cadre de l'émission Secrets d'Histoire.

## Publications

### Ouvrages historiques
- 2007 : Le prix de la gloire : Napoléon et l'argent, Fayard  (ISBN 978-2213631653) Ouvrage couronné par la Fondation Napoléon et par les Villes d'Ajaccio et de Nice
- 2011 : Napoléon et ses hommes : la Maison de l'Empereur, 1804-1815, Fayard  (ISBN 978-2213638294)
- 2014 : Les secrets de Napoléon, Librairie Vuibert  (ISBN 978-2311012590)
- 2014 : La guerre secrète de Napoléon, Perrin  (ISBN 978-2262032913)
- 2015 : L’Île d'Elbe et le retour de Napoleon : 1814-1815, Sotéca  (ISBN 979-1091561761)
- 2016 : Joséphine : le paradoxe du cygne, Perrin  (ISBN 978-2262040864)
- 2016 : L'économie selon Napoléon : monnaie, banque, crises et commerce sous le Premier Empire, Vendémiaire  (ISBN 978-2363582461)
- 2018 : La saga des Bonaparte, du XVIIIe siècle à nos jours, Perrin  (ISBN 978-2262048907)
- 2021 : Napoléon à Sainte-Hélène, Perrin  (ISBN 978-2-262-06995-7)
- 2025 : Napoléon et Joséphine: l’intime et le grandiose, Perrin  (ISBN 978-2-262-09981-7)

### Collaborations
- 2005 : Napoléon et l’Europe : regards sur une politique, de Thierry Lentz (dir), Pierre Branda, Natalie Petiteau et collectif, Fayard  (ISBN 978-2213623900)
- 2006 : Napoléon, l'esclavage et les colonies, de Pierre Branda, Thierry Lentz et Chantal Lheureux-Prévot, Fayard  (ISBN 978-2286025861)
- 2008 : Quand Napoléon inventait la France : dictionnaire des institutions politiques, administratives et de cour du Consulat et de l'Empire, de Thierry Lentz (dir), Pierre Branda, Pierre-François Pinaud et Clémence Zacharie, Tallandier  (ISBN 978-2847344103)
- 2012 : La berline de Napoléon : le mystère du butin de Waterloo, de Jean Tulard (dir), Pierre Branda et collectif, Albin Michel  (ISBN 978-2226208132)
- 2012 : 1812 : la campagne de Russie, de Marie-Pierre Rey, Thierry Lentz (dir), Jacques Jourquin, Pierre Branda et collectif, Perrin  (ISBN 978-2262040727)
- 2014 : Du haut de ces pyramides... : l'expédition d'Égypte et la naissance de l'égyptologie (1798-1850), de Nicolas Grimal, Patrice Bret, Hélène Jagot, Pierre Branda et collectif, Fage éditions  (ISBN 978-2849753156)
- 2014 : Napoléon : une vie, une légende, de Thierry Lentz et Pierre Branda (dir). Exposition du 20 décembre 2013 au 9 mars 2014 au palais de l’Indépendance d’Astana (Kazakhstan), éd. français-russe-kazakh, Réunion des musées nationaux  (ISBN 978-2711861989)
- 2016 : 1814 : la Campagne de France, de Patrick Gueniffey, Pierre Branda (dir) et collectif, Perrin  (ISBN 978-2262064983)
- 2016 : Napoléon à Sainte-Hélène : la conquête de la mémoire, de Thierry Lentz, Jacques Jourquin, Pierre Branda et collectif, Gallimard  (ISBN 978-2070178742)
- 2017 : Dictionnaire des institutions du Consulat et de l'Empire, de Thierry Lentz (dir), Pierre Branda, Pierre-François Pinaud et Clémence Zacharie, Tallandier  (ISBN 979-1021023406)
- 2017 : Correspondance générale de Napoléon Bonaparte, tome XIII, de Pierre Branda (dir) et collectif, Fondation Napoléon / Fayard  (ISBN 978-2213701776)
- 2018 : La vie de Napoléon, de Pierre Branda et Didier Lévy, Camille Chevrillon (illustrations), Perrin / Gründ  (ISBN 978-2324020605)
- 2018 : L'art au service du pouvoir : Napoléon Ier - Napoléon III, de Pierre Branda et Xavier Mauduit (dir), Perrin  (ISBN 978-2262075057)
- 2018 : Correspondance générale de Napoléon Bonaparte, tome XV : Les Chutes 1814-1821 + supplément 1788-1813, de Vincent Haegele, Jacques Macé, Pierre Branda, Thierry Lentz et François Houdecek  (ISBN 9782213706177)
- 2019 : Le bivouac de l'Empereur, de collectif et Pierre Branda, Sotéca  (ISBN 978-2376630241)
- 2024 : Napoléon III et l'économie, de Pierre Branda et Éric Anceau (dir.), CNRS Éditions  (ISBN 978-2-271-13568-1)

## Distinctions
Décoration
 Chevalier de l'ordre des Arts et des Lettres (2019)
Prix
- Prix du Mémorial, grand prix littéraire d'Ajaccio - Le Prix de la gloire (2007)
- Grand prix des prix d'histoire de la Fondation Napoléon - Le Prix de la gloire (2007)

Honneur
- Médaille d'honneur de la Ville de Nice - Le Prix de la gloire (2007)